# Port lotniczy Imbaimadai
Port lotniczy Imbaimadai (IATA: IMB, ICAO: SYIB) – port lotniczy zlokalizowany w mieście Imbaimadai, w Gujanie.